# Alfred Guillard

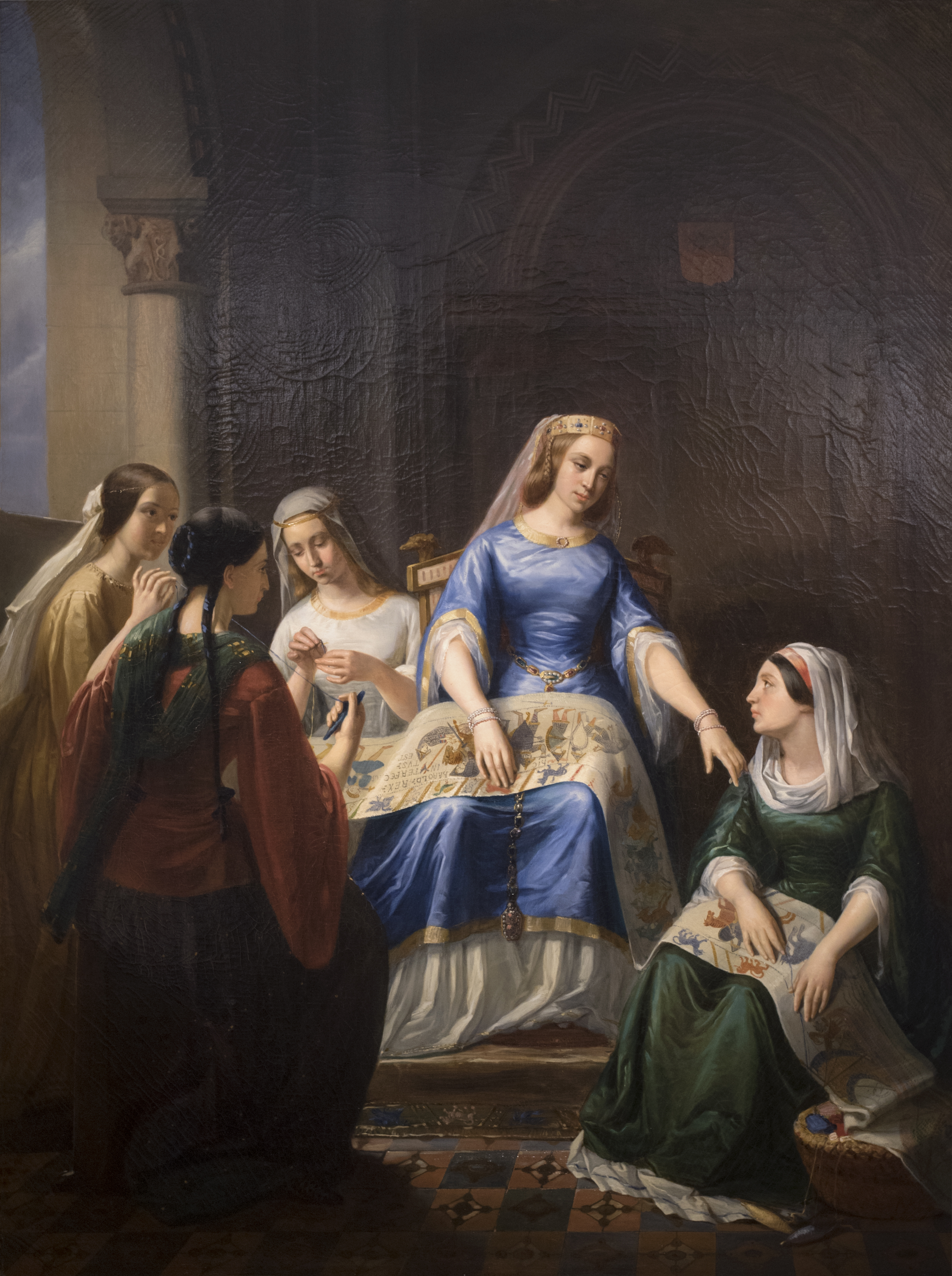
Alfred Guillard, La regina Matilde lavora la tela della Conquista, 1848, Baron Gérard Museum (Bayeux)

Alfred Guillard (Caen, 17 febbraio 1810 – Caen, 16 novembre 1880) è stato un pittore e museologo francese.

## Biografia

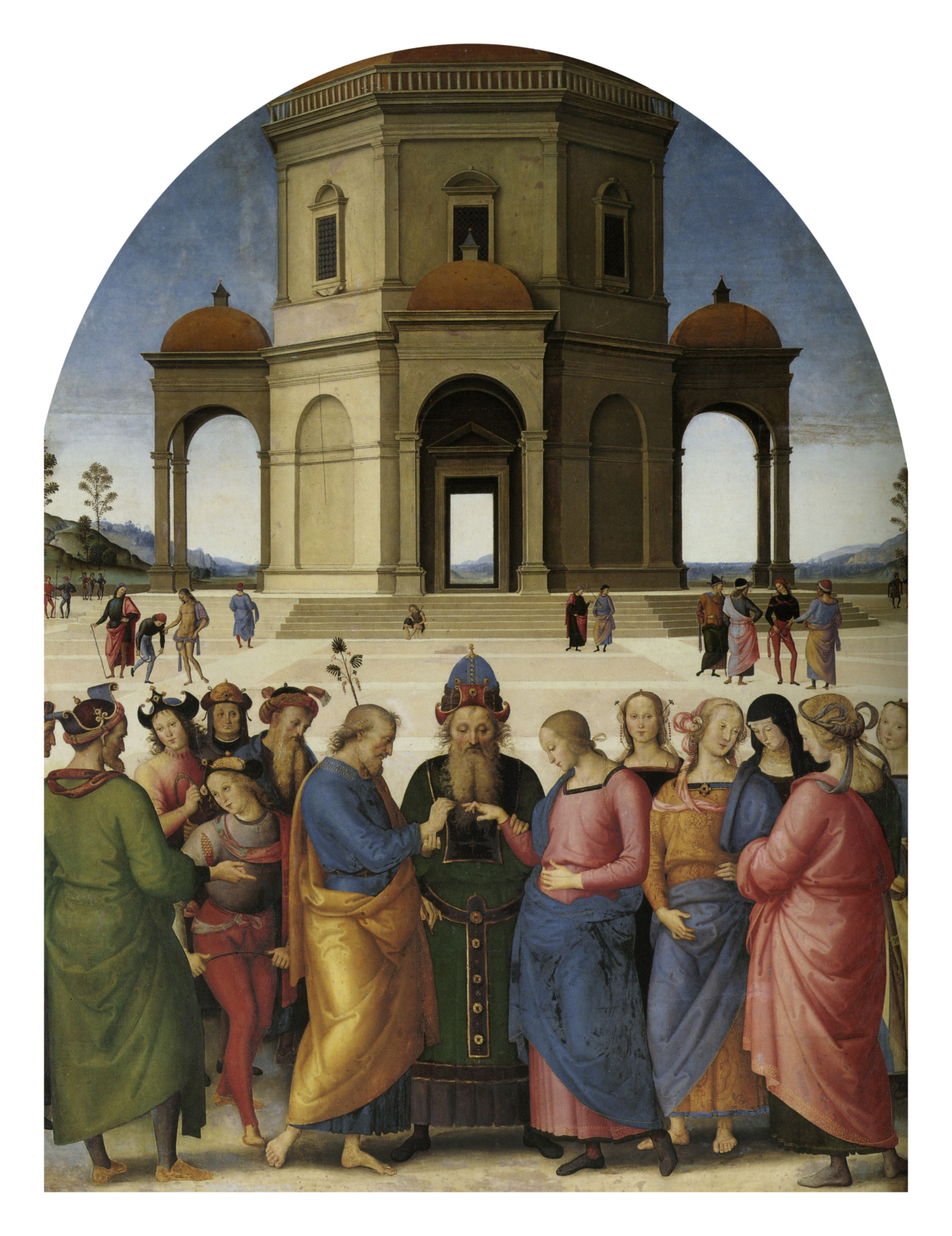
Pietro Perugino, Sposalizio della Vergine

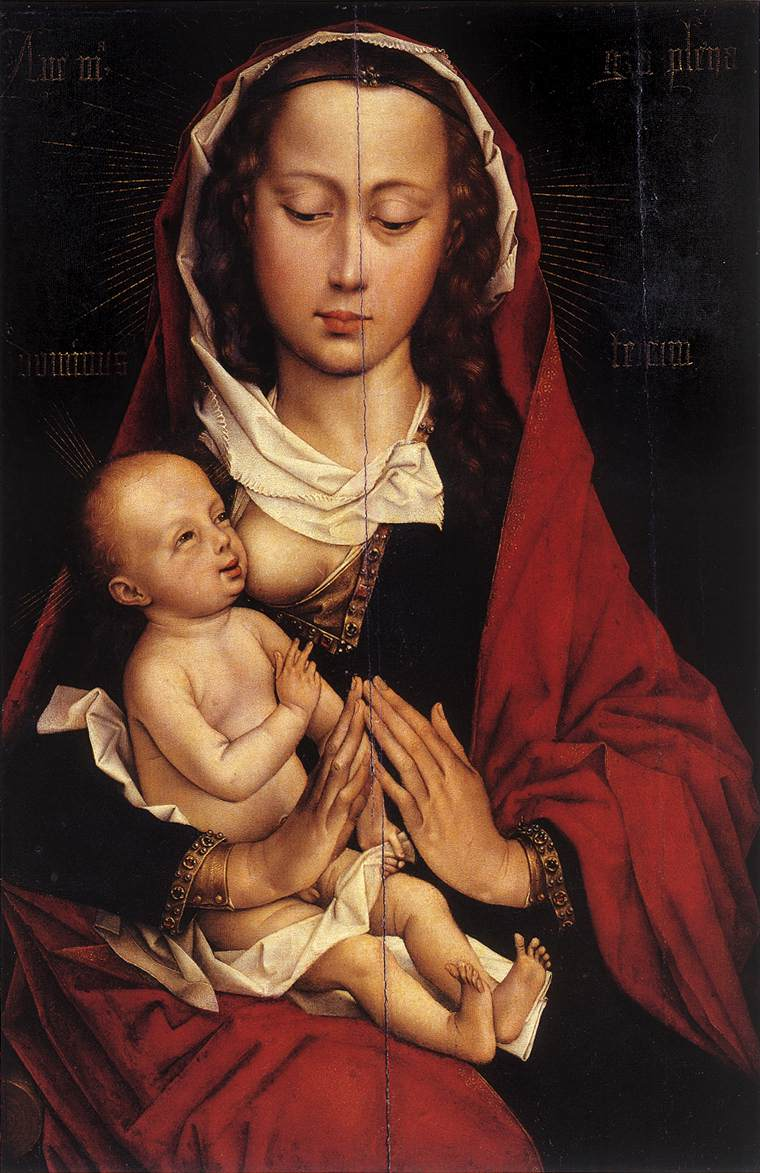
Rogier van der Weyden, Madonna con Bambino

Figlio del portiere della Scuola di Musica di Caen, Alfred Guillard fu allievo di Antoine-Jean Gros. Espose al Salon di Parigi dal 1842 al 1850. Nel 1848 presentò Il testamento di Guglielmo il Conquistatore e nel 1849 La regina Matilde lavora all'arazzo di Bayeux. Nel 1841 divenne titolare dei corsi di disegno, alla Scuola municipale di Belle Arti di Caen.

### Il Museo di Caen
Alfred Guillard fu il successore del pittore e caricaturista di Caen Henri Elouis (1755-1840), nell'incarico di direttore del Musée des Beaux-Arts di Caen e in questa veste, dal 1841 al 1880, in occasioni diverse acquistò un centinaio di tele, tra le quali tre dipinti di François Boucher, una ventina di Théodore Gudin e una tela di Pierre Mignard.
Nel 1872 ottenne la più importante donazione per il suo Museo: il libraio di Caen Bernard Mancel donò opere che, nel 1845, aveva acquistato, a Roma, da vendite delle famose collezioni del Cardinale Fesch, zio di Napoleone Buonaparte. Si trattava di circa 50.000 opere d'arte, tra cui incisioni di Dürer, di Rembrandt e di Callot e, inoltre, di una trentina di tele, tra cui lo Sposalizio della Vergine di Perugino, la Tentazione di Sant'Antonio di Veronese e una Madonna con Bambino su tavola di Rogier van der Weyden che fa parte di un dittico contenente un ritratto. L'antica presenza a Perugia dello Sposalizio della Vergine del Perugino è documentata: di lì la tela fu consegnata a Napoleone Bonaparte che la regalò allo zio, il Cardinale Fesch. L'Italia ha rivendicato invano la proprietà della tela.
Nel 1873 la famiglia del colonnello e pittore Jérôme-Martin Langlois, che fu Prix de Rome nel 1809, donò al Musée des Beaux-Arts di Caen una collezione di 256 quadri di battaglie. Nel 1888 gran parte di queste tele saranno distaccate dal Museo e messe a disposizione del nascente Museo Langlois.

### Stile
La pittura di Alfred Guillard risente della suggestione del gotico floreale francese, ma anche dell'armonica composizione di Perugino. Nella stagione del Preraffaellismo gli artisti hanno guardato alle sue invenzioni pittoriche. È verosimile che sue opere, soprattutto se conservate in collezioni private, siano andate perdute nel corso dell'ultima guerra, a causa dei disastrosi bombardamenti che martoriarono Caen, la cui ricostruzione è andata avanti fino al 1962. Edgar Degas possedeva due tele di Guillard.
Segnalato, in collezione privata, un bozzetto, olio su tela su fondo in oro zecchino, firmato sul retro Alfred Guillard e che rappresenta la Vergine coronata in trono, tra gli Arcangeli Michele e Gabriele inginocchiati. Per la forma della superficie dipinta, potrebbe trattarsi del bozzetto di una vela, da dipingere ad affresco

### Altre opere
- Ritratto di Teresa Milanollo (1827-1904), incisione